# Maria Hering
Maria Hering (née le 16 juin 1987 à Magdebourg) est une chanteuse et participante à des émissions de téléréalité allemande.

## Biographie
Maria Hering quitte la maison de ses parents à 16 ans. Elle fait d'abord un apprentissage en tant qu'auxiliaire de vie puis, après l'abitur à Cologne, étudie pour être aide-soignante en particulier auprès de personnes ayant un trouble d'apprentissage.
En 2010, Maria Hering est candidate pour la septième saison de Deutschland sucht den Superstar, elle est éliminée lors de la sélection dans les Caraïbes pour déterminer les quinze derniers participants. Elle a ensuite une petite apparition dans un rôle du mannequin de sous-vêtements dans le téléfilm À la poursuite de la lance sacrée.
Sous le nom de Marie, elle fait partie du trio de Volkstümliche Musik Heidis Erben, qui sort un album du même nom en 2011 chez EMI Music. En 2012, le groupe accompagne Florian Silbereisen dans sa tournée Frühlingsfest der Überraschungen. En 2012, Oh – Du schöner Westerwald (Eukalyptusbonbon) est un duo avec Mickie Krause.
En mars 2013, elle rencontre à Munich Bastian Gillmeier. Le couple émigre ensemble en Amérique en décembre 2014. En décembre 2015, le magazine taff diffuse la série hebdomadaire The fabulous Life of Yottas, dans laquelle les deux, qui ne sont pas un couple marié, se présentent comme des millionnaires autodidactes et travaillent comme coachs de fitness et de style de vie,. Elle a entretemps subi une mammoplastie pour un bonnet D. Par la suite, à partir de mai 2016, ProSieben diffuse un documentaire de téléréalité en quatre parties Die Yottas! Mit Vollgas durch Amerika sur la vie glamour du couple, vu par un demi-million de téléspectateurs. En juillet 2016, le couple annonce sa séparation.
Depuis, Hering est à nouveau active sous son vrai nom en tant que blogueuse fitness sur ses réseaux sociaux. En avril 2017, elle est l'invitée de l'émission Küche & Co sur la chaîne Sonnenklar.TV . En mai 2017, elle sort son premier single Prosecco. Hering prend part à la cinquième saison de Promi Big Brother en août 2017, elle est la première personne éliminée au bout de dix jours.

## Source de la traduction
- (de) Cet article est partiellement ou en totalité issu de l’article de Wikipédia en allemand intitulé « Maria Hering » (voir la liste des auteurs).